# Here, My Dear
Here, My Dear — п'ятнадцятий студійний альбом музиканта Марвіна Ґея, випущений як подвійний альбом 15 грудня 1978 року на дочірньому лейблі Motown — Tamla Records. Запис альбому проходив між 1977 і 1978 роками в особистій студії Ґея, Marvin Gaye Studios, у Лос-Анджелесі, Каліфорнія. Альбом відзначився своєю тематикою, зосередженою здебільшого на гострому розлученні Ґея з його першою дружиною, Анною Ґорді Ґей.
Зазнавши комерційної та критичної невдачі одразу після випуску, музичні критики пізніше назвали його одним із найкращих альбомів Ґея після смерті співака. «Мені знадобився певний час, — зізнавалася Анна в наступні роки, — але я почала цінувати кожну форму музики Марвіна».

## Трек лист
Всі пісні написані Марвіном Ґеєм, якщо не зазначено інше.
| Сторона 1 | Сторона 1                                                 | Сторона 1  |
| #         | Назва                                                     | Тривалість |
| --------- | --------------------------------------------------------- | ---------- |
| 1.        | «Here, My Dear»                                           | 2:48       |
| 2.        | «I Met a Little Girl»                                     | 4:58       |
| 3.        | «When Did You Stop Loving Me, When Did I Stop Loving You» | 6:11       |
| 4.        | «Anger» (Дельта Ешбі, Ґей, Ед Таунсенд)                   | 3:58       |

| Сторона 2 | Сторона 2                                 | Сторона 2  |
| #         | Назва                                     | Тривалість |
| --------- | ----------------------------------------- | ---------- |
| 1.        | «Is That Enough»                          | 7:42       |
| 2.        | «Everybody Needs Love» (Ед Таунсенд, Ґей) | 5:41       |
| 3.        | «Time to Get It Together»                 | 3:51       |

| Сторона 3 | Сторона 3                                                                | Сторона 3  |
| #         | Назва                                                                    | Тривалість |
| --------- | ------------------------------------------------------------------------ | ---------- |
| 1.        | «Sparrow» (Ед Таунсенд, Ґей)                                             | 6:06       |
| 2.        | «Anna's Song»                                                            | 5:49       |
| 3.        | «When Did You Stop Loving Me, When Did I Stop Loving You» (Instrumental) | 5:59       |

| Сторона 4 | Сторона 4                                                           | Сторона 4  |
| #         | Назва                                                               | Тривалість |
| --------- | ------------------------------------------------------------------- | ---------- |
| 1.        | «A Funky Space Reincarnation»                                       | 8:12       |
| 2.        | «You Can Leave, But It's Going to Cost You»                         | 5:27       |
| 3.        | «Falling in Love Again»                                             | 4:36       |
| 4.        | «When Did You Stop Loving Me, When Did I Stop Loving You» (Reprise) | 0:40       |